# Balice (Ukraina)
Balice (ukr. Баличі) – wieś na Ukrainie, w rejonie jaworowskim (do 2020 roku w rejonie mościskim) obwodu lwowskiego. Wieś w 2022 liczyła 834 mieszkańców.

## Historia
Wieś miała powstać w XIII w., gdy jakoby osadzono tu grupę Jaćwingów, Madziarów lub Pieczyngów. Pierwszym znanym właścicielem był Jan Czech, mieszczanin przemyski, a w 1400 nabył ją wójt przemyski Wańka h. Zadora. Jego rodzina przyjęła nazwisko Balickich.
W II Rzeczypospolitej do 1934 samodzielna gmina jednostkowa. Następnie należała do zbiorowej wiejskiej gminy Hussaków w powiecie mościskim w woj. lwowskim. W latach 1943–1945 nacjonaliści ukraińscy z OUN - UPA zamordowali tutaj 5 Polaków. Po wojnie wieś została włączona do Ukraińskiej SRR. Kościół parafialny został zamknięty i zamieniony na magazyn.

## Pałac
Wedle miejscowych przekazów w Balicach istniało fortalicjum z XV–XVI w., którego część murów przetrwała do XX w. w strukturze pałacu, zbudowanego w stylu klasycznym w początkach XIX w. przez Baworowskich. W 1874 pałac ten uległ pożarowi, ale został odbudowany. Podczas I wojny światowej zbiory mebli, obrazów i książek zostały zniszczone. Po 1945 pałac został w całości rozebrany, a park wycięty.